# Стасьвіни
Стасьвіни (пол. Staświny, нім. Staßwinnen) — село в Польщі, у гміні Мілки Гіжицького повіту Вармінсько-Мазурського воєводства.
Населення — 403 особи (2011).
У 1975-1998 роках село належало до Сувальського воєводства.

## Демографія
Демографічна структура станом на 31 березня 2011 року:
|          | Загалом | Допрацездатний вік | Працездатний вік | Постпрацездатний вік |
| -------- | ------- | ------------------ | ---------------- | -------------------- |
| Чоловіки | 206     | 50                 | 145              | 11                   |
| Жінки    | 197     | 41                 | 121              | 35                   |
| Разом    | 403     | 91                 | 266              | 46                   |